# Metrichia favus
Metrichia favus är en nattsländeart som först beskrevs av Botosaneanu in Botosaneanu och Alkins-koo 1993.  Metrichia favus ingår i släktet Metrichia och familjen smånattsländor. Inga underarter finns listade i Catalogue of Life.